# Wie die Sorben den Maibaum aufstellen
Wie die Sorben den Maibaum aufstellen ist ein Dokumentarfilm des DEFA-Studios für populärwissenschaftliche Filme von Hans-Günter Kaden aus dem Jahr 1956.

## Handlung
Die Kamera schwenkt über das Lausitzer Land, in dessen Abgeschlossenheit und den einsam liegenden Dörfern sich so manche Tradition erhalten hat. So holt sich die Jugend am Vorabend des 1. Mai, der Walpurgisnacht, eine schlanke Kiefer aus dem Wald, die sie in fröhlicher Begleitung mit einem Pferdefuhrwerk ins Dorf bringt. 
Gemeinsam mit anderen Jugendlichen, die inzwischen das erforderliche Loch gegraben haben, wird der Maibaum in der Mitte des Dorfes aufgestellt, da er das Symbol der Einheit und Einigkeit der Dorfbewohner darstellt. Zuvor wird er aber noch von allen Beteiligten mit frischem Tannenreis und Birkengrün geschmückt. Die mit bunten Bändern versehene Maie und der Kranz sind erst mit Einbruch der Dunkelheit zu befestigen, da sie nur vom neuen Tag begrüßt werden dürfen. Nun kann der Maibaum aufgestellt werden, was mit einem fröhlichen Tanz gefeiert wird. Zwei starke Jungen bleiben am Baum zurück, um ihn vor Beschädigungen durch Jugendliche aus den Nachbardörfern zu schützen, während sich der Rest der Dorfgemeinschaft geschlossen auf den Weg zur „Hexenbrennung“ begibt.
In früheren Zeiten wurden in der Walpurgisnacht auf den Scheiterhaufen boshafte Dämonen und hölzerne Hexen verbrannt. Da heute kein Mensch mehr an Hexen glaubt, wird symbolisch alles das verbrannt, was den Fortschritt hemmt, wie Klatschbasen, Faulpelze, Neidhammel und Neunmalkluge. Über das ganze Jahr sammeln die Kinder die Stümpfe der verbrauchten Reisigbesen, um sie als Symbol des ewig Gestrigen am Scheiterhaufen zu entzünden und zu verbrennen. Anschließend schildern sie mit einem lustigen Spotttanz um das Feuer, das Hexenbrennen, was einst ein heidnischer Dämonenkult war. Heute ist es eine bewusste Abkehr vom Aberglauben und dient der Würdigung der Jugend und dem Erwachen der Natur.

## Produktion und Veröffentlichung
Wie die Sorben den Maibaum aufstellen Ist ein auf Agfa-Color produzierter 16 mm DEFA-Dokumentarfilm, der im Auftrag des Deutschen Zentralinstituts für Lehrmittel der DDR hergestellt wurde, um vorwiegend im Schulunterricht eingesetzt zu werden. Die Dreharbeiten fanden in dem zur Oberlausitz gehörenden Dorf Ostro, sorbisch: Wotrow, statt.